# 旋轉群
在經典力學與幾何學裏，所有環繞著三維歐幾里得空間{\displaystyle \mathbb {R} ^{3}}的原點的旋轉及旋轉的複合組成的群稱為三維旋轉群，有時會用SO(3) 來表示。
關於原點的旋轉是一個保持向量長度，保持空間取向（遵守右手定則或左手定則）的線性變換。兩個旋轉的複合是一個新的旋轉。每一個旋轉都有一個獨特的逆旋轉。{\displaystyle \mathbb {R} ^{3}}上的恆等函數滿足旋轉的定義，可以作為群的單位元。旋轉的複合運算滿足結合律。由於符合上述四個要求，所有旋轉的集合是一個群。
每一個非平凡的旋轉可以由過原點的旋轉軸及旋轉角度給出。旋轉的複合不滿足交換律，因此三維旋轉群是非阿貝爾群。
更多地，旋轉群擁有一個天然的流形結構。對於這流形結構，旋轉群的運算是光滑的；所以，它是一個李群。
旋轉變換是從{\displaystyle \mathbb {R} ^{3}}到{\displaystyle \mathbb {R} ^{3}}的線性變換，因此選定{\displaystyle \mathbb {R} ^{3}}的基後，每一個旋轉都可以由一個3乘3的矩陣表示。特別地，如果選定的是{\displaystyle \mathbb {R} ^{3}}上的一個標準正交基，那麼每一個旋轉都可以由一個行列式為1的3乘3的正交矩陣表示。所以SO(3)群可以由一個由行列式為1的正交矩陣及矩陣乘法組成的群表示。這些矩陣被稱為特殊（行列式為1）(英語：special)正交(英語：orthgonal) 矩陣，這解釋了為甚麼我們用符號SO(3)來表示三維旋轉群。

## 長度與角度
除了保持長度（保長），旋轉也保持向量間的角度（保角）。原因是兩向量u和v的內積可寫作：
{\displaystyle \mathbf {u} \cdot \mathbf {v} ={\tfrac {1}{2}}\left(\|\mathbf {u} +\mathbf {v} \|^{2}-\|\mathbf {u} \|^{2}-\|\mathbf {v} \|^{2}\right).}
R3中的保長轉換保持了純量內積值不變，也因此保持了向量間的角度。包括SO(3)在內的一般性情形，參見古典群。

## 正交矩陣與旋轉矩陣
每一個旋轉會將一個{\displaystyle \mathbb {R} ^{3}}的標準正交基映射到另一個標準正交基。作為有限維向量空間上的線性變換，旋轉變換可以由一個矩陣表示。令{\displaystyle R}為給定的一個旋轉。關於{\displaystyle \mathbb {R} ^{3}}的標準基{\displaystyle e_{1},e_{2},e_{3}}，{\displaystyle R}的列為{\displaystyle (Re_{1},Re_{2},Re_{3})}。由於標準基是標準正交的，{\displaystyle R}亦保持向量間的角度和向量長度，{\displaystyle R}的列將構成另一個標準正交基。標準正交的條件可以表示為
{\displaystyle R^{T}R=RR^{T}=I}
其中{\displaystyle R^{T}}為{\displaystyle R}的轉置，{\displaystyle I}為3乘3的單位矩陣。滿足此條件的矩陣稱為正交矩陣。所有3乘3的正交矩陣構成的群記作O(3)，包含了所有取向的旋轉。
除了保持長度不變，合適的旋轉保持空間取向不變。一個行列式為正值的矩陣將保持空間取向不變，反之，一個行列式為負值的矩陣將反轉空間取向。對於正交矩陣{\displaystyle R}，{\displaystyle \det R^{T}=\det R}暗示了{\displaystyle (\det R)^{2}=1}，因此{\displaystyle \det R=\pm 1}。行列式為1的正交矩陣組成的子群稱為特殊正交子群，記作SO(3)。
因此所有旋轉可以由一個具有單位行列式的正交矩陣唯一表示。更多地，因為旋轉的複合與矩陣乘法相對應，所以三維旋轉群與特殊正交群SO(3)同構。
瑕旋轉對應行列式為-1的正交矩陣，它們不構成一個群，因為兩個瑕旋轉的複合是一個正規旋轉（因為其行列式為1）。

## 旋轉軸
三維空間中非平凡的旋轉，皆繞著一個固定的「旋轉軸」，此旋轉軸是R3的特定一維線性子空間（參見：歐拉旋轉定理）。旋轉作用在與旋轉軸正交的二維平面，如同尋常的二維旋轉。既然二維旋轉皆可以旋轉角φ表示，則任意三維旋轉則可用旋轉軸搭配旋轉角來表示。
舉例來說，繞著正z軸旋轉φ角的逆時針旋轉為
{\displaystyle R_{z}(\varphi )={\begin{bmatrix}\cos \varphi &-\sin \varphi &0\\\sin \varphi &\cos \varphi &0\\0&0&1\end{bmatrix}}.}
給定R3中一單位向量n以及角度φ，設R(φ, n)代表繞n軸作角度φ的逆時針旋轉，則：
- R(0, n)為相等轉換（identity transformation），n任意單位向量；
- R(φ, n) = R(−φ, −n)；
- R(π + φ, n) = R(π − φ, −n)。

利用這些特性，參數為旋轉角φ（範圍： 0 ≤ φ ≤ π）與單位向量n的任意旋轉有如下性質：
- 若φ = 0，n可為任意單位向量；
- 若0 < φ < π，n為特定單位向量；
- 若φ = π，n為彼此反向的兩特定單位向量；亦即，旋轉R(π, ±n)是等價的。

## 有限子群
SO(3)中只有很少的几个有限子群，且它们全部是熟悉的对称群，包括有：
- Ck：绕一条直线转过角度2π/k的倍数的旋转的循环群
- Dk：正k边形的二面体群
- T：将正四面体映为自身的十二个旋转四面體群
- O：立方体或正八面体旋转的24阶八面體群
- I：正十二面体或正二十面体的60个旋转的二十面體群

## 詮釋
1. ↑  Jacobson (2009), p. 34, Ex. 14.